# Okhota
Le fleuve Okhota (en russe : Охота) est un cours d'eau de l'Extrême-Orient russe qui se jette dans la mer d'Okhotsk. Il arrose le kraï de Khabarovsk.

## Origine du nom
L'origine du terme Okhota serait toungouse (okat désignant la rivière).

## Géographie
L'Okhota est long de 393 km et draine un bassin de 19 100 km2. Il prend sa source dans les monts Sountharkaïata, à 1 280 m d'altitude et se jette dans la mer d'Okhotsk à l'ouest de la commune urbaine d'Okhotsk.